# Ivan Benak
Ivan Benak (Sopje, 29. srpnja 1933. – Valpovo, 11. svibnja 2015.), hrvatski pučki pjesnik.
U rodnom Sopju pohađa osnovnu školu, a srednju u Slatini. Dodatno završava za VKV vozača. Od 1956. godine živi u Valpovu gdje radi u Domu zdravlja kao vozač hitne pomoći sve do umirovljenja.
Piše od rane mladosti. Opus mu je bogat i raznolik, a proteže se od ljubavnih i domoljubnih do protestnih i humorističnih. No, najuspješniji je u dječjem pjesništvu.
Do sada je objavio pet samostalnih zbirki od toga tri za djecu: Mali snovi (Vinkovci, 1988.), Zekina sreća (Valpovo, 1990.; II. ilustr. izd. 2007.) i Žablji sastanak (Valpovo, 2005.), te Valpovački bećarac (Vinkovci, 1993.) i Odjeci srca (Valpovo, 2001.). Pet mu je pjesama uglazbljeno: Ne budi me majko rano – Ivo Pattiera i "Zlatni dukati" (Splitski festival, 1989.), Zelene su oči tvoje – Blanka Došen (Požeški festival, 1993.), Pod granama jorgovana – Nevenka Fiala (Požeški festival, 1994.), Zar je sve bilo šala i Djeda mraz. 
Pored samostalnih zbirki objavljuje u brojnim časopisima, revijama, biltenima i radio-postajama. Pjesme su mu uvrštene u preko 60 skupnih zbirki više pjesničkih udruga, čiji je član širem Slavonije. Redoviti je gost pjesničkih večeri i sijela, za čega je dobio mnogobrojna priznanja i zahvalnica, a najdraža mu je diploma koju je dobio od HKUD-a Valpovo 1905. za promidžbu kulture na području Valpovštine. Jedan je od osnivača i prvi predsjednik Valpovačkoga društva Poeta, danas sekcije HKUD-a Valpovo 1905, te utemeljitelj Sijela pučkih pisaca 1993. godina za područje Valpovštine.

## Vanjske poveznice
- Ivan Benak  Arhivirana inačica izvorne stranice od 21. travnja 2005. (Wayback Machine)